# Водоснабдевање и канализација у Намибији
Намибија је сушна земља коју редовно погађају суше. Велике реке теку само дуж његове северне и јужне границе, али су далеко од насељених центара. Далеко су и од рудника у земљи, који су велики корисници воде. Да би се суочила са овим изазовом, земља је изградила бране за захватање воде из тока река, изградила цевоводе за транспорт воде на велике удаљености, увела поновну употребу воде за пиће у свом главном граду Виндхуку који се налази у централном делу Намибије и изградила Прву велику афричку фабрику за десалинизацију морске воде подсахарског региона која снабдева водом рудник уранијума и град Свакопмунд. Велики систем за довођење воде из реке Окаванго на северу до Виндхука, источног националног водоносника, само је делимично завршена током 1980-их.
Већина урбаних становника има приступ пијаћој води, који је мањи у руралним подручјима. Приступ канализацији такође значајно заостаје за приступом снабдевању водом за пиће. Инфраструктура за водоснабдевање је у власништву NamWater-а, јавног ентитета који послује по комерцијалним принципима. Продаје воду рударским компанијама, као и општинама које је продају градским становницима и предузећима.

## Водни ресурси
Клима Намибије је топла и сува са несталним падавинама током две кишне сезоне током лета. Унутар Африке њена клима је друга по сушности иза Сахаре. Намибија дели неколико великих река, као што је река Орање на југу, коју дели са Јужноафричком републиком, као и реке Замбези и Окаванго на северу, које дели са Анголом, Замбијом и Боцваном. Али ове реке су далеко од насељених центара и цена њиховог захватања за снабдевање пијаћом водом је превисока. Само река Кунене, коју дели са Анголом, обезбеђује воду за пиће за четири северна региона Намибије. Укупан просечан „сигурни принос“ водних ресурса Намибије процењен је на 660 милиона м³/год, распоређених на следећи начин: подземне воде 300 милиона м³/год, повремени токови река 200 милиона м³/год, реке трајних токова 150 милиона м³/год. и неконвенционални извори као што су пречишћене отпадне воде 10 милиона м³/год. 

### Подземне воде
Подземне воде су неравномерно распоређене на територији Намибије, због чега је неопходна изградња цевовода да би се искористио њихов потенцијал. Конкретно, приобално подручје је скоро без подземних вода. Обнављање овог ресурса у овим подручјима је ниско и непоуздано, подземне воде леже на великим дубинама и понекад су лошег квалитета. Остале области су повољне, налазе се на високопродуктивним изданима које садрже више воде него што је фармерима и заједницама тренутно потребно. Бројни мали извори широм земље издржавају људе, стоку и дивље животиње. Током прошлог века, у Намибији је избушено више од 100 000 бунара. Половина њих је и даље у функцији.  Године 2012. хидрогеолози су открили огроман водоносни слој у северној Намибији који би могао да снабдева подручје у којем живи 40% становништва земље, за период од 400 година. Водоносни слој, назван Охангвена II, садржи око 5 милијарди кубних метара воде која је стара и до 10.000 година. Водоносни слој је дубок око 300 m и под притиском је, тако да се његова вода може користити уз релативно ниску цену. Међутим, слани водоносник се налази на врху слатководног водоносника, тако да се бушење мора обавити пажљиво како би се избегао продор слане воде. Стручњаци препоручују да се током нормалних климатских услова захватање воде ограничи на доток са севера како би се водоносним слојем управљало на одрживој основи. Међутим, током продужених суша изазваних климатским променама, водоносни слој се може повући и послужити као важан тампон против суше.  
У неким областима подземне воде су благо слане. У региону Омусати у северној Намибији, четири мала постројења за десалинизацију сланкасте воде постављена су 2010. године у оквиру немачко-намибијског истраживачког пројекта CuveWaters. Постројења се напајају соларном енергијом и обезбеђују између 0,5 и 3,3 м³ исправне воде за пиће дневно, што је довољно да задовољи основне потребе између 10 и 66 људи. Са 15 евра/м³ цена десалинизације сланкасте воде у овим малим постројењима је веома висока. 

### Површинске воде
Многе од ефемерних (сезонски текућих) река у унутрашњости Намибије су преграђене браном и, према ФАО-у, обезбеђују 95% загарантованог приноса од 96 милиона м³/годишње, на основу историјских података о падавинама. Ове бране имају ниске безбедне приносе у односу на њихову укупну запремину, због неравномерних токова током времена и великих губитака због испаравања. Тако је само око половина воде из ефемерних река употребљива. У неким бранама има вишка воде, нпр. у брани Оаноб, брани Хардап, брани Науте и брани Фриеденау.  Овај вишак воде се не може користити због удаљене локације ових брана и релативно ограничене локалне потражње.
Намибија пати од редовних суша, последња која је погодила земљу десила се 2019. 
Вода из стално текућих река која се користи у Намибији одговара малом уделу Намибије у њеним пограничним рекама. Стварни захвати од 1999. године (најновији доступни подаци) износили су 23 милиона м³ из реке Кунене у Руакани, 49 милиона м³ из реке Орање у Нордоеверу, 22 милиона м³ из реке Окаванго (која протиче кроз Намибију у Капривију Стрипу) у Рунду и 7 милиона м³ од реке Замбези. Намибија има споразуме са Анголом и Јужном Африком о подели река Кунене и Орање. Сагласност за издвајање воде из реке Кунене износи 180 милиона м³ и далеко је веће од захваћене количине.  

### Сакупљање кишнице и поплава
У северној Намибији киша је релативно обилна, али пада само током кишне сезоне, стварајући привремена природна језера која се називају Ошане. У јеку кишне сезоне вода у овим језерима је бистра и доброг квалитета. У пилот пројекту као делу истраживачког програма CuveWaters, у удаљеном селу Липопо у региону Јужне Ошане вода из језера Ошана је пумпана у резервоар за складиштење који ће се користити за наводњавање поврћа током сушне сезоне коришћењем система за наводњавање кап по кап. Поред тога, кишница се сакупља са кровова стакленика и са кровова који покривају резервоаре.  У другом селу, Епјешона код Ошакатија, сакупља се само кишница, како на индивидуалној основи са кровова кућа, тако и на заједничкој основи са бетонске површине на земљи која је изграђена посебно за прикупљање кишнице. У оба случаја вода се користи за наводњавање поврћа током сушне сезоне, било на отвореном пољу или у заједничком пластенику. 

### Десалинација морске воде
Areva је отворила прву велику фабрику за десалинизацију у подсахарској Африци  16. априла 2010. Фабрика Еронго се налази у близини Влоцкасбакена, 30 км северно од Свакопмунда. Његов максимални капацитет је 20 милиона м³ годишње  али ће у почетку радити са 13 милиона м³ годишње. Његова примарна намена била је снабдевање рудника уранијума у Трекопју, који се налази 48 км у унутрашњости.  Рудник Трекопје, међутим, никада није отворен због стално ниских цена уранијума, па фабрика има уговор о продаји воде државном добављачу услуга NamWater и обезбеђује неке од потреба за водом за град Свакопмунд. Током суше 2016. Areva је понудила да прода своју фабрику влади Намибије за 200 милиона долара. 

### Поновна употреба воде
Поновна употреба пречишћених отпадних вода се практикује у Намибији у многим урбаним областима као што су Свакопмунд, Валвис Беј, Цумеб, Отјиваронго, Окахандја, Мариентал, Орањемунд и Виндхук. На већини локалитета вода се поново користи за наводњавање. У Виндхуку, пречишћена вода се такође користи за пиће. Виндхук користи пречишћену воду већ педесет година. За отприлике 30% од 400 000 садашњих становника пијаћа вода у граду добија се од пречишћене воде.    Заснован је на концепту вишеструких поступака третмана (тј. пре-озонација, побољшана коагулација/флотација раствореног ваздуха/брза филтрација кроз песак и накнадни озон, биолошки активни угаљ/гранулирани активни угаљ, ултрафилтрација, хлорисање) како би се смањили повезани ризици и побољшао квалитет воде.   Од 1968. главни град Намибије, Виндхук, користи искоришћену отпадну воду као један од својих извора воде за пиће,  која данас представља око 14% градске производње воде за пиће.  Град Виндхук је 2001. године изградио Ново постројење за пречишћавање и почело је да испоручује воду за пиће 2002. године (око 21.000 м³ воде дневно).  
Такође постоји пилот пројекат за поновну употребу пречишћене отпадне воде малог обима у руралним областима у Оутапи у северној Намибији као део истраживачког пројекта CuveWaters. Отпадне воде од 1.500 људи сакупљају се у вакуумску канализацију и пречишћавају тако да се уклоне патогени, али хранљиве материје остају у великој мери у води. Технологија је релативно софистицирана за рурално подручје у земљи у развоју, користећи узлазну анаеробну дигестију муља праћену аеробним третманом помоћу ротирајућег биолошког контактора, микросита и ултраљубичасте дезинфекције. Вода се затим користи за наводњавање поврћа за локално тржиште. Чланови заједнице су обучени како да управљају постројењима, а уведен је систем тарифа и наплате како би се од корисника надокнадили оперативни трошкови постројења. 

### Коришћење воде и приступ
Укупна потрошња воде у Намибији је процењена на 300 милиона м³ 2000. године. Општински сектор, укључујући туризам и индустрију, користио је 73 милиона м³ (24 одсто), док се највећи део воде користи за пољопривреду и сточарство. Само 13 милиона м³ (4%) је у то време коришћено у рударству,  иако се овај износ повећао због развоја рударства – посебно уранијума – након 2000. године. На пример, рудник Трекопје у пустињи Намиб користи 14 милиона м³/годишње висококвалитетне воде која мора бити без соли. Слана вода извучена кроз локалне бунаре користи се за сузбијање прашине, чиме се смањује потреба за слатком водом. Штавише, део отпадних вода се третира и поново користи, чиме се додатно смањује потражња за водом. Потражња за слатком водом задовољава се из фабрике за десалинизацију Еронго која такође снабдева суседне заједнице. С обзиром да је животни век постројења (30 година) дужи од очекиваног века трајања рудника (12 година), већ када је планирано постројење очекивало се да ће га по затварању рудника преузети NamWater. 
УН су 2011. оцениле да је Намибија значајно унапредила своју мрежу за приступ води од независности 1990. године. Ипак, у руралним областима приступ је понекад ограничен због велике удаљености између кућа и водовода.  Као резултат тога, многи Намибијци преферирају традиционалне бунаре. 

### Водоснабдевање и коришћење воде у Виндхуку
Виндхук се снабдева водом из три различита извора. Од 2006. године 17 милиона м³ потражње за водом покривено је бранама око Виндхука, 5,4 милиона м³ из фабрике за пречишћавање вода и само између 1 и 2 милиона м³ још увек долази из бунара. Град процењује потрошњу воде по глави становника на 200 литара дневно, укључујући индустрију, предузећа и туризам, што је нешто више него у Европи. Током тешке суше 2015/2016, корисници воде у централној Намибији морали су да смање употребу до 30 процената. У априлу 2016. године, град Виндхук је покренуо политику нулте толеранције на расипање воде, према којој ће искључити или казнити свакога ко користи воду за пиће у башти или за прање аутомобила. Акумулације које снабдевају регион, биле су попуњене само са 11 процената свог капацитета.

## Одговорност за водоснабдевање и канализацију
Министарство пољопривреде, водопривреде и шумарства задужено је за управљање водним ресурсима, снабдевање пијаћом водом и канализацију у Намибији. У оквиру Министарства за водоснабдевање и канализацију задужени су Одељење за водопривреду и Одељење за координацију сеоских вода и канализације.  NamWater је државни добављач воде који управља бранама, цевоводима и постројењима за пречишћавање воде широм земље. Основан 1997. године, обезбеђује и продаје воду рудницима, као и општинама које заузврат дистрибуирају и продају воду домаћинствима и предузећима.  У руралним срединама за водоснабдевање и канализацију је задужена Управа за сеоско водоснабдевање Министарства пољопривреде, водопривреде и шумарства.

## Инфраструктура
NamWater управља са 16 брана, 14 водоводних система мрежа и 16 постројења за пречишћавање воде. 

## Историја
У Виндхуку су подземне воде биле скоро једини извор воде до 1958. године када је низводно од Виндхука изграђена мала акумулација и брана Гореангаб. Такође је изграђено и конвенционално постројење за пречишћавање површинских вода из овог резервоара. Године 1960. пуштено је у рад постројење за пречишћавање отпадних вода Гамамс у близини бране Гореангаб, које је испуштало пречишћену отпадну воду низводно од резервоара. Након тога, индустријски и кућни ефлуенти на постројењу за пречишћавање отпадних вода су одвојени. Постројење за пречишћавање кућних отпадних вода је надограђено како би се њени отпадни ефлуенти могли даље пречишћавати у постојећем постројењу за пречишћавање вода. 
1968. године је изграђена Фабрика за пречишћавање Гореангаб. Њен производ је мешан са водом из градског бунара и испоручиван као вода за пиће становницима града.  Како је град даље растао, општина је почела да захвата воду из акумулације Фон Бахове бране 170 км северно од Виндхука, пуштене у рад 1970. године. Мастер план за воду из 1974. предвиђао је да источни национални систем снабдева водом централно подручје Намибије од реке Окаванго, неких 750 km северно од границе са Анголом. Изградња система почела је касних 1970-их у неколико фаза од југа ка северу, прво повезујући фон Бахову брану са новоизграђеном браном Оматако даље на север на удаљености од 94 км, а затим повезује брану Оматаку са Гротфонтеином на удаљености од још 300 км. Међутим, следећа и последња фаза система која повезује Гротфонтеин са реком Окаванго у близини Рундуа никада није изграђена. Брана Оматако, завршена 1981. године, сада прима само поплавну воду и већину времена је празна. 
Деведесетих година, град је увео прогресивне цене воде и образовне програме који су значајно смањили потрошњу. Дневна стамбена потрошња по глави становника смањена је са 201 литара у 1990/91. години на 117 литара у 1996/97. години, делом због увођења веома високе сушне тарифе. Када је 1997/98. поново уведена нормална тарифа за воду, потрошња је порасла на 130 литара/особи/дан. Укупна потрошња по глави становника, укључујући трговину и индустрију, показује смањење са 322 литара/становнику/дан у 1990/91. на 201 литар/становнику/дан у 1997/98. Према студији Међународне уније за заштиту природе, потрошња воде је смањена у свим секторима, што је велико достигнуће јер се смањење потрошње воде у јавним зградама не постиже лако. У школама, државним зградама и општинским баштама, војним базама и затворима потрошња воде смањена је за чак 50%. Ове уштеде су одложиле нову инфраструктуру снабдевања за око 10 година.  Али упркос свим овим уштедама било је потребно више воде. Тако је капацитет погона скоро утростручен 2002. године, што је омогућило да се обезбеди више од трећине градских потреба за водом и да се ослободе претерано искоришћени ресурси подземне воде. 
Да би се задржало поверење јавности, квалитет воде у постројењу за пречишћавање Гореангаб се прати константно након сваког корака процеса. У случају било каквих проблема са квалитетом, постројење прелази у режим рециклаже и вода се не испоручује. Доградњу фабрике су делимично финансирале Европска инвестициона банка и Немачка преко развојне банке KfW. KfW је приметила да је у духу интегрисаног управљања водним ресурсима требало учинити више да се смањи потрошња воде по глави становника у Виндхуку и да се брана Гореангаб заштити од загађења, на пример успостављањем заштитне зоне са ограниченим активностима око резервоара. 

## Финансијски аспекти
Намибија троши око 3% свог бруто домаћег производа на оперативне трошкове својих водоводних предузећа. Ово је далеко највећи проценат од свих субсахарских земаља.  По глави становника, Намибија годишње троши око 80 УСД на водоснабдевање и канализацију, друге земље у региону троше између 1 и 10 УСД. Обезбеђивање приступа комуналној води у Намибији кошта у просеку 4.000 УСД по глави становника. 

### Финансирање
Велики део ових трошкова сноси NamWater који пак своје трошкове у потпуности пребацује на своје купце. Од самог почетка, неки потрошачи нису плаћали своје рачуне за воду, што је резултирало лошим финансијским резултатима. Међутим, од 2003. године компанија је финансијски преуређена, укључујући и смањење трошкова. 

### Тарифе
Тарифе воде у Намибији су међу највишима у Африци. Први блок стамбене тарифе за воду у Виндхуку кошта 13,86 Н$ (0,92 УСД) по кубном метру 2016.  Тарифа за воду укључује фиксну месечну накнаду од 74,43 Н$ (5 УСД) која је независна од потрошње. Први блок потрошње укључује основну потрошњу од 200 литара по домаћинству и дану, количину која је висока за мала домаћинства, али може бити ниска за велика домаћинства. Већа потрошња се наплаћује по вишој тарифи која је износила 20,93 Н$ по кубном метру (1,40 УСД) у 2015. години. Општина обрачунава воду заједно са струјом, одвозом чврстог отпада и порезом на имовину.  Становници неформалних насеља воду добијају преко јавних цевовода опремљених унапред плаћеним водомерима. Припеид корисници плаћају око 1,9 УСД по кубном метру, односно око 0,038 УСД по контејнеру од 20 литара. 
Тарифе воде у другим општинама варирају. Велике општине које добијају воду од NamWater-а морају да покрију трошкове водоснабдевања плус трошкове дистрибуције воде потрошачима кроз сопствене мреже. Неколико мањих општина које имају сопствене изворе воде не подлежу овом ограничењу. На пример, општина Орањемунд обезбеђује воду бесплатно и тако има далеко највећу потрошњу воде у земљи са невероватних 2.667 литара/становнику/дан. Тарифе за воду на велико које наплаћује NamWater незнатно варирају широм земље у зависности од трошкова снабдевања одређене локације, али ове разлике се не преносе у потпуности на општине. Тако NamWater ефективно унакрсно субвенционише локалитете са високим трошковима снабдевања са вишковима са локалитета са нижим трошковима снабдевања. 

## Канализација
У поређењу са напорима да се побољша приступ безбедној води, Намибија заостаје у обезбеђивању адекватних санитарних услова.  Ово укључује 298 школа које немају тоалет.  Преко 50% смрти деце повезано је са недостатком воде, санитарија или хигијене; 23% је само због дијареје. УН су идентификовале „санитарну кризу“ у земљи. 
Осим резиденција за домаћинства више и средње класе, санитарни услови су недовољни у већини стамбених подручја. Приватни тоалети са испирањем су прескупи за готово све становнике општина због њихове потрошње воде и трошкова инсталације. Као резултат тога, приступ побољшаним санитарним условима није се много повећао од стицања независности. У руралним областима Намибије од 2008. 13% становништва је имало више од основних санитарних услова, у односу на 8% 1990. године. Многи становници Намибије морају да прибегну "летећим тоалетима", пластичним кесама за нужду које се након употребе бацају у жбуње.  Коришћење отворених површина у близини стамбеног земљишта као тоалета је веома уобичајено  и идентификовано је као велика опасност по здравље. 
Национална санитарна стратегија 2010-2015 процењује да ће бити потребно 1,64 милијарде Н$ током пет година да се постигне циљ стратегије кроз 186 појединачних иницијатива. У стратегији се такође наводи да је мало вероватно да ће влада моћи да приушти ове трошкове. 